# Shooting Stars (canção)
"Shooting Stars" é uma canção do dueto eletrônico australiano, Bag Raiders. É a terceira faixa e primeiro single do álbum Bag Raiders (2010), lançado em 7 de agosto de 2009.

## Lista de faixas
Download digital
1. "Shooting Stars" – 3:55

EP digital
1. "Shooting Stars" – 3:55
2. "Shooting Stars" (Siriusmo Remix) – 5:30
3. "Shooting Stars" (Kris Menace Remix) – 7:29
4. "Shooting Stars" (In Flagranti Remix) – 6:38

## Gráficos e certificações
| País/Parada (2009)                      | Melhor posição |
| --------------------------------------- | -------------- |
| Austrália (ARIA)                        | 62             |
| Austrália (ARIA Dance)                  | 12             |
| País/Parada (2013)                      | Melhor posição |
| Austrália (ARIA)                        | 38             |
| Austrália (ARIA Dance)                  | 6              |
| País/Parada (2017–19)                   | Melhor posição |
| Alemanha (Media Control Charts)         | 55             |
| Áustria (Ö3 Austria Top 40)             | 56             |
| Bélgica (Ultratop 40 Valônia)           | 22             |
| Bélgica (Ultratop 50 Flandres)          | 21             |
| Canadá (Canadian Hot 100)               | 88             |
| Estados Unidos (Bubbling Under Hot 100) | 9              |
| Estados Unidos (Dance/Electronic Songs) | 11             |

| País/Parada (2009) | Melhor posição |
| ------------------ | -------------- |
| Austrália (ARIA)   | 43             |

### Certificações
| Austrália (ARIA)                  | 3x Platina | 210.500^ |
| ^Certificação com base no varejo. |            |          |